# 클루브 솔 데 아메리카
클루브 솔 데 아메리카(Club Sol de América)는 파라과이 아순시온을 연고로 하는 축구 클럽이다. 클럽 이름은 스페인어로 "아메리카의 태양"을 뜻한다.
이 팀은 1909년에 창단되었으며 현재는 파라과이 프리메라 디비시온에 참가하고 있다. 클럽의 홈 경기는 비야엘리사에서 치른다. 축구 외에 농구 팀도 운영하고 있다.

## 선수 명단

### 현역
참고: FIFA 자격 규정에 따라 소속된 국가대표팀 국기를 표시합니다. 선수는 복수의 FIFA 비회원국 국적을 가지고 있을 수 있습니다.
| 번호 | 포지션 | 국적 | 이름 |
| ---- | ------ | ---- | ---- |

| 번호 | 포지션 | 국적       | 이름              |
| ---- | ------ | ---------- | ----------------- |
| 27   | FW     | 베네수엘라 | 안소니 그라테롤   |
| 29   | FW     |            | 리산드로 카브레라 |

## 역대 감독
| 감독                | 임기        |
| ------------------- | ----------- |
| 세르히오 마르카리안 | 1987 ~ 1989 |
| 로베르토 토레스     | 2024 ~      |

틀:클루브 솔 데 아메리카
틀:클루브 솔 데 아메리카 감독